# 1,3-Diiodpropan-2-ol
1,3-Diiodpropan-2-ol ist eine chemische Verbindung aus der Gruppe der Alkohole und Organoiodverbindungen.

## Vorkommen
1,3-Diiodpropan-2-ol kommt in der Rotalge Asparagopsis taxiformis vor.

## Gewinnung und Darstellung
1,3-Diiodpropan-2-ol kann durch Einwirkung von Kaliumiodid auf 1,3-Dichlor-2-propanol gewonnen werden.

## Eigenschaften
1,3-Diiodpropan-2-ol ist ein gelber Feststoff.

## Verwendung
1,3-Diiodpropan-2-ol wurde als Dermatologisches Mittel, Antiseptikum und Desinfektionsmittel verwendet. Über allergische Reaktionen auf die Verbindung wurde bereits 1928 berichtet.